# Froia
Froia, també anomenat Froja o Froya, fou rei visigot del Regne de Toledo en oposició a Recesvint el 652.
Era un noble visigot que es va oposar a la designació de Recesvint com successor i associat al tron el 649, i va fugir a Aquitània on va aconseguir ser el líder dels refugae, i obtenir el suport dels vascons d'Aquitània, i probablement a través d'ells, dels quals habitaven al Sud dels Pirineus. Quan els vascons van descendir pel Vall de l'Ebre, com solien fer, Froia va reunir als seus, i a contingents vascons d'Aquitània, i es va presentar davant Cesaraugusta (probablement l'estiu del 652). Khindasvint seria ja molt ancià (uns vuitanta-vuit anys en el millor dels casos; fins i tot podria haver mort) i es posaria a prova l'eficàcia de Recesvint. La Tarraconense va ser devastada amb més virulència que en ocasions anteriors. Els exiliats van haver de posar tots els seus efectius en joc, i l'ajuda dels vascons es considerava molt important doncs la seva salvatgia i la seva habilitat en la lluita guerrillera distreien moltes forces visigodes. Els vascons es van emportar milers de presoners i un important botí, deixant la regió sembrada de cadàvers, no respectant-se als clergues, esglésies o altars. Les forces de Froia van assetjar Saragossa.
El bisbe de la ciutat era Tajó o Taió, que havia succeït a Brauli el 651. En una carta al bisbe Quiricus de Bàrcino el bisbe cesaraugustà narra com res podia fer durant el dia pels perills que amenaçaven als habitants de la ciutat, i la impossibilitat d'abandonar la ciutat per marxar al camp (degut sens dubte a la presència de les forces assetjadores); no obstant això a la nit tornava la tranquil·litat i Tajó escrivia els seus llibres d'extractes dels diferents escrits de Sant Gregori Magne.
Quan van arribar les forces de Recesvint, que pel que sembla ja era rei (suposant al seu pare enterrat l'octubre del 652 les forces de Recesvinto arribarien a Saragossa cap a novembre), el gruix dels grups vascons ja havien tornat a les seves muntanyes, i els exiliats es van disposar a fer front a l'exèrcit real amb la presència únicament del contingent vascó d'Aquitània. El fet que, malgrat no haver pres Saragossa (encara que segurament dominaven altres places) no haguessin tornat a Aquitània o França al final del bon temps, indicaria que la lluita es plantejava en termes decisius. Era l'últim intent, el més fort. En cas de derrota el poder real es reforçaria mentre que els exiliats quedarien debilitats de manera irreversible.
La batalla decisiva sembla haver-se lliurat el desembre, i Recesvint va obtenir una victòria completa. Centenars de partidaris de Froia, que exercia el títol real, van morir en la lluita, i el mateix cap rebel sembla que va ser capturat i executat amb rapidesa. Alguns rebels van poder tornar a França, però la majoria va morir o va ser capturats.